# 1979 Sakharov
Az 1979 Sakharov (ideiglenes jelöléssel 2006 P-L) a Naprendszer kisbolygóövében található aszteroida. Cornelis Johannes van Houten, Ingrid van Houten-Groeneveld és Tom Gehrels fedezte fel 1960. szeptember 24-én.